# Hettermillen
Hettermillen ou parfois Huettermuehle (en luxembourgeois : Hëttermillen  et en allemand : Hüttermühle) est une section de la commune luxembourgeoise de Stadtbredimus située dans le canton de Remich.